# Flughafen Samara

i7
i11
i13
Der internationale Flughafen Samara (russisch Международный аэропорт Курумоч, englisch Kurumoch International Airport; IATA-Code: KUF, ICAO-Code: UWWW) liegt bei Kurumotsch. Kurumotsch war bis 2008 der Sitz der russischen Fluggesellschaft Samara Airlines und seit 2014 der Air Samara. Von 1935 bis 1990 hieß die Stadt Kuibyschew, daher auch der IATA-Code KUF.

## Lage
Der Flughafen liegt 8 km nordöstlich der namensgebenden Ortschaft Kurumotsch und 35 km nördlich der Wolgametropole Samara entlang der Wolga in Richtung Toljatti, welches eine benachbarte Großstadt ist, die durch die dortigen Lada-Autowerke international bekannt ist.

## Zwischenfälle
- Am 9. Juli 1973 kam es auf einer Tupolew Tu-124 der sowjetischen Aeroflot (Luftfahrzeugkennzeichen CCCP-45062) auf dem Flug von Kuibyschew nach Simferopol zu einem uneingedämmten Triebwerksschaden, wodurch zwei der 61 Insassen starben und das Flugzeug schwer beschädigt wurde. Nach dem Zwischenfall entstand eine Panik an Bord, wodurch die Steuerung der Maschine erschwert wurde. Der Besatzung gelang eine Notlandung auf dem Flughafen Kuibyschew (heute Samara) (siehe auch Aeroflot-Flug 5385).[5]

- Am 20. Oktober 1986  verunglückte eine Tupolew Tu-134A der sowjetischen Aeroflot (CCCP-65766) auf dem Flug von Jekaterinburg nach Grosny bei der Zwischenlandung am Flughafen Kuibyschew (heute Samara), Sowjetunion. Der Kapitän hatte beim Landeanflug mit seinem Kopiloten gewettet, dass er das Flugzeug nur mit den Instrumenten landen könne, und verhängte dazu die Cockpit-Fenster. Von den 85 Passagieren und 7 Crew-Mitgliedern starben 70 beim Unfall und teils später im Krankenhaus.[6][7]

- Am 17. März 2007 setzte eine Tupolew Tu-134 der russischen UTair (RA-65021) beim Anflug auf den Flugplatz Samara 300 m vor der Start- und Landebahn auf. Die Besatzung hatte selbst auf Nachfrage noch im Anflug vollkommen falsche Wetterdaten erhalten, unterschritt aber auch die vorgeschriebene Entscheidungshöhe, ohne die Landebahn in Sicht zu haben. Die Maschine zerbrach beim Aufprall und rollte in Rückenlage. Sechs Passagiere starben, 51 Menschen überlebten zum Teil schwer verletzt.[8]